# Armando de Miranda
Armando de Miranda est un journaliste et cinéaste portugais né à Portimão le 16 novembre 1904 et décédé au Brésil en 1971.
En 1951, il décide de quitter le Portugal pour aller vivre au Brésil, où il finira ses jours.

## Filmographie partielle
- 1947 : Capas Negras